# 1830 en Bretagne
 Chronologie de la Bretagne
- 1826
- 1827
- 1828
- 1829
- 1830
- 1831
- 1832
- 1833
- 1834

Cette page recense des événements qui se sont produits durant l'année 1830 en Bretagne.

## Société

### Décès
- 25 novembre à Brest : Jean-Pierre Guilhem (né à Brest le 10 mars 1765), homme politique français, député du Finistère puis de Maine-et-Loire entre 1815 et 1830.